# Irish hobby
Irish hobby var en hästras som existerade i Storbritannien från medeltiden och fram till 1700-talet då rasen dog ut. Irish hobby-ponnyerna var små men de var otroligt snabba och användes därför i utvecklingen av vår tids vanligaste galopphäst och absolut snabbaste hästras, det engelska fullblodet. Från den irländska hobbyhästen kommer även det engelska namnet för käpphäst: "hobby horse".

## Historia
De första dokumentationerna om den irländska hobbyn kommer från 1200-talet och förklarade att de irländska ponnyerna utvecklades ur inhemska ponnyer som troligen hade funnits på Irland sedan antiken. Dessa primitiva ponnyer hade förädlats med hjälp av spanska hästar och spanska Asturconponnyer och var kända för sin snabbhet och uthållighet. Ett stort antal hobby-hästar exporterades till England och Skottland under 1300-talet där de användes inom privata kapplöpningar, men även som remonter inom armén. 
Då de irländska hobby-hästarna var små användes av de främst av det lätta kavalleriet i Storbritannien. Hobby-hästarna användes bland annat under Skotska frihetskriget (1297-1314), av både skottarna och engelsmännen. Edvard I, kungen av England, insåg fördelen med de små snabba hästarna och för att få övertaget över skottarna förbjöd han handel med hästar mellan Irland och Skottland. 
Under 1300-talet användes även hobby-hästarna av den skotske kungen Robert I under de härjningståg i England som till slut skulle säkra Skottlands självständighet. Robert I hade själv berömt de små ponnyerna för deras uthållighet då de hade burit de tungt rustade och beväpnade männen upp mot 10 mil per dag. Mycket tack vare att hobby-hästarna besatt en extra gångart, passgång, som var både snabb och bekväm för ryttaren. Passgången var troligen ett arv från de spanska hästar och den spanska jenneten som hade använts för att utveckla ponnyerna.  
Under 1500-1600-talet användes den irländska hobbyn främst för att utveckla andra raser, så som den irländska Connemaraponnyn och även den irländska draughthästen. På grund av sin snabbhet användes hobby-hästarna, tillsammans med Gallowayponnyn, även i utvecklingen av det engelska fullblodet, som skulle bli den snabbaste rasen i världen och den absolut vanligaste galopphästen. All utavel med andra hästar och den minskande efterfrågan på så små hästar gjorde att den irländska hobbyn så småningom dog ut.

## Egenskaper
Den irländska hobbyn var troligen inte mer än 130-140 cm i mankhöjd, en ganska vanlig höjd på hästar under medeltiden, då hästar i regel var mycket mindre än de är idag. Men den irländksa hobbyn var känd för sin styrka och uthållighet och klarade lätt av att bära tung packning eller stora män under flera timmar per dag. Den nedärvda passgången gjorde dem även bekväma att rida och snabba i ogästvänlig terräng. 
Den främsta egenskapen hos hobby-hästarna var snabbheten som utnyttjades mycket inom galoppsporten. 